# 红点鲑属
红点鲑（拉丁科学名：Salvelinus）是鲑科鱼类的一个属，其中有一些物种被称为“鳟鱼”，与太平洋鲑（Oncorhynchus）和大西洋鳟（Salmo）同属鲑科三大分支中的鲑亚科（Salmoninae）。该属具有环北极分布，其大多数成员通常是主要生活在寒带和亚寒带的高纬度淡水鱼，许多物种也洄游到海中。
该属的许多成员是很受欢迎的游钓鱼，而其中的一些则是渔业和水产养殖所针对的商业性食用鱼，如湖红点鲑（ S. namaycush ）和北极红点鲑（ S. alpinus ）。有时这种鱼会逃脱鱼塘进入新的水域并成为入侵物种。
大多数红点鲑身体上的有淡奶油色、粉红色或红色斑点，其鳞片往往较小，侧线鳞数115～200片。胸鳍、腹鳍、臀鳍、尾鳍下叶有白色或乳白色的前缘。
深水红点鲑的体型较小，生活在某些湖泊深处80（260英尺）以下。它们对水质的变化高度敏感，其中之一Salvelinus neocomensis在20世纪灭绝。

## 分类
目前红点鲑属有三个亚属：Baione、Cristovomer和Salvelinus。 Baione是该属中最基础的支系，包括溪红点鲑（ S. fontinalis ）和可能灭绝的阿氏红点鲑（ S. agassizii ）；Cristovomer只包含湖红点鲑（S. namaycush）；所有其他物种都在Salvelinus属下。如果将茴鲑（ Salvethymus svetovidovi）视为Salvelinus属的成员，则将其归类为Salvethymus亚属，并添加第四个亚属。 

## 物种多样性
与其他鲑科属一样，红点鲑属的物种划分存在争议。 FishBase在2015年列出了该属的54个种或亚种，其中许多具有非常狭窄的分布。 仅在不列颠群岛就纪录了14种本地物种，但这些物种在传统上仍被国家保护和渔业机构认为是分布广泛的北极红点鲑（ S. alpinus ）的地方生态型。俄罗斯的亚洲地区纪录了20种红点鲑，其中包括堪察加半岛，楚科奇半岛和泰梅尔半岛的几种本地分类群。其中一种是茴鲑。茴鲑从系统发育上讲是Salvelinus族的一元，但目前为止它仍被归类入另一个独立的属：Salvethymus。 
北极红点鲑（ S. alpinus ）是分布最广的红点鲑。它环北极分布，并是所有淡水鱼类当中分布最北端的草原。在北美，存在五个相对明确定义的物种，除了北极红点鲑以外，还包括溪红点鲑（ S. fontinalis ），强壮红点鲑（ S. confluentus ），花羔红点鲑（ S. malma ）和湖红点鲑（ S. namaycush ）。
此清单列出了按地理位置分组在FishBase中识别的分类单元：

### 环北极
- Salvelinus alpinus （ Linnaeus ， 1758 ） –北极红点鲑

### 欧洲
欧洲中部
- Salvelinus evasus Freyhof ＆ Kottelat ，2005年
- Salvelinus umbla （ Linnaeus ， 1758年）
- †Salvelinus neocomensis Freyhof和Kottelat ，2005
- Salvelinus profundus （席林格（Schillinger，1901））

不列颠诸岛
苏格兰及邻近岛屿：
- Salvelinus gracillimus Regan ，1909年
- Salvelinus inframundus Regan，1909年
- Salvelinus killinensis （Günther，1866年）
- Salvelinus mallochi Regan，1909年
- Salvelinus maxillaris Regan，1909
- Salvelinus struanensis （梅特兰，1881年）
- Salvelinus youngeri （ Friend ，1965）

英格兰和威尔士：

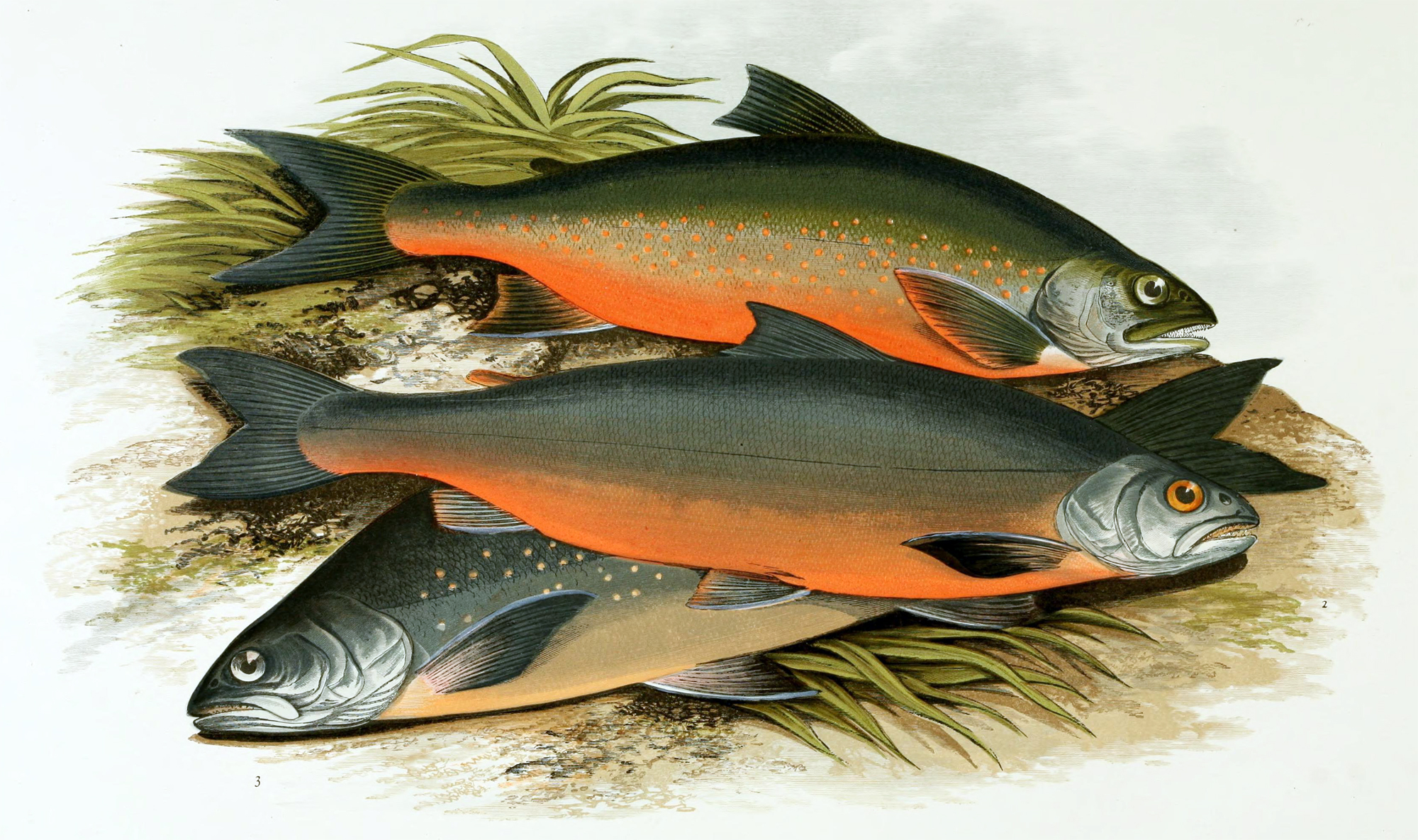
Salvelinus alpinus ， Salvelinus colii和Salvelinus grayi ，爱尔兰类群

- Salvelinus lonsdalii Regan，1909年
- Salvelinus perisii （Günther，1865年）
- Salvelinus willughbii （冈瑟，1862年）

爱尔兰：
- Salvelinus colii （ Günther ，1863年）
- Salvelinus fimbriatus Regan ，1908年
- Salvelinus grayi （Günther，1862年）
- Salvelinus obtusus Regan，1908年

北欧
冰岛和大西洋群岛：
- Salvelinus faroensis Joensen ＆ Tåning ，1970年
- Salvelinus murta （ Sæmundsson ，1909年）
- Salvelinus somethingvallensis （ Sæmundsson ，1909年）
- Salvelinus salvelinoinsularis （ Lönnberg ，1900年）

芬诺斯堪的亚和俄罗斯西北部：
- Salvelinus lepechini （ JF Gmelin ，1789年）

### 亚洲
北极流域

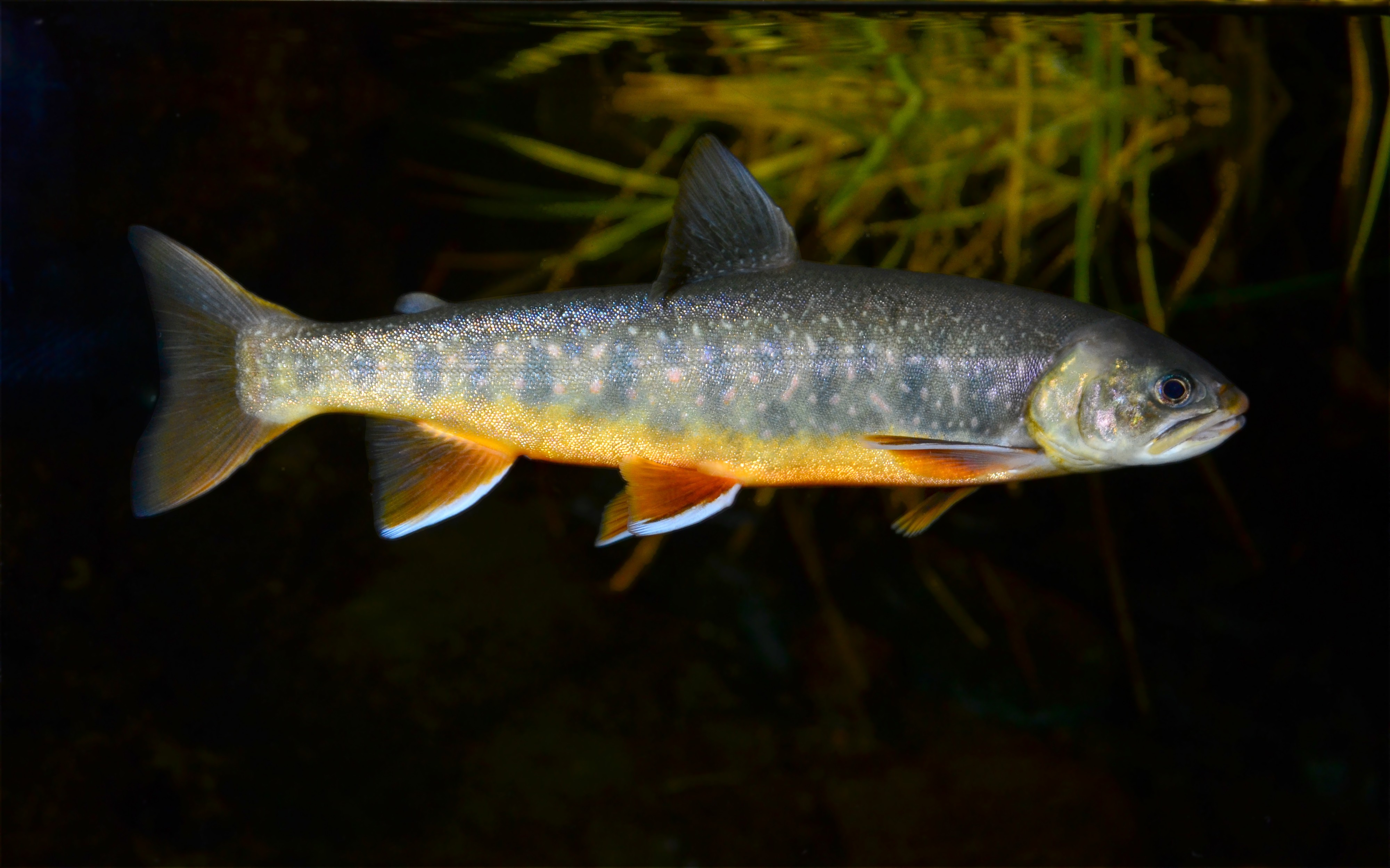
遠東紅點鮭

- Salvelinus andriashevi LS Berg ，1948年
- Salvelinus boganidae LS Berg，1926年
- Salvelinus czerskii Dryagin ，1932年
- Salvelinus drjagini Logashev，1940年
- Salvelinus elgyticus Viktorovsky＆Glubokovsky，1981年

- Salvelinus alpinus erythrinus （格奥尔基，1775年）
- Salvelinus jacuticus Borisov ，1935年– Yakutian char
- Salvelinus taimyricus Mikhin，1949年
- Salvelinus taranetzi Kaganowsky ，1955年– Taranets char
- Salvelinus tolmachoffi LS Berg，1926年
- [ Salvethymus svetovidovi Chereshnev和Skopets，1990年-茴鲑：系统发育上Salvelinus进化枝的[6]]

太平洋流域
- Salvelinus albus Glubokovsky ，1977年
- Salvelinus curilus （帕拉斯，1814年） （= S. malma krascheninnikova Taranetz ，1933年
- Salvelinus gritzenkoi Vasil'eva和Stygar ，2000年

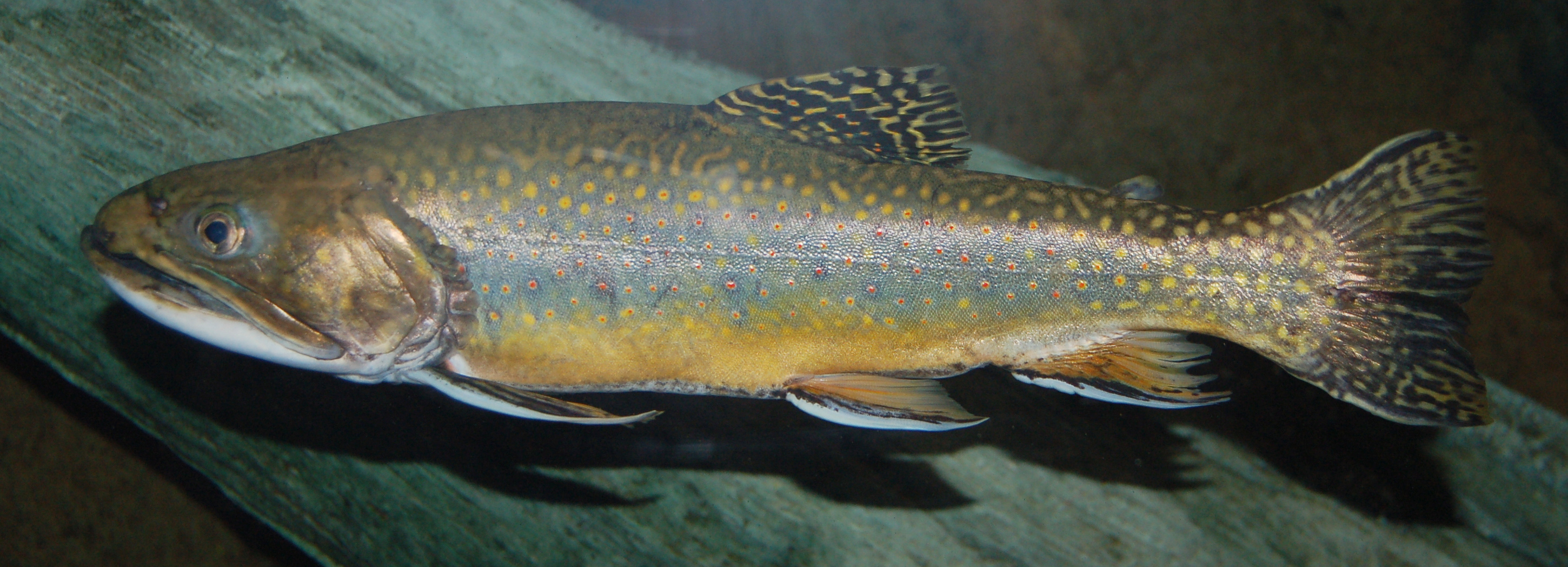
溪红点鲑, Salvelinus fontinalis

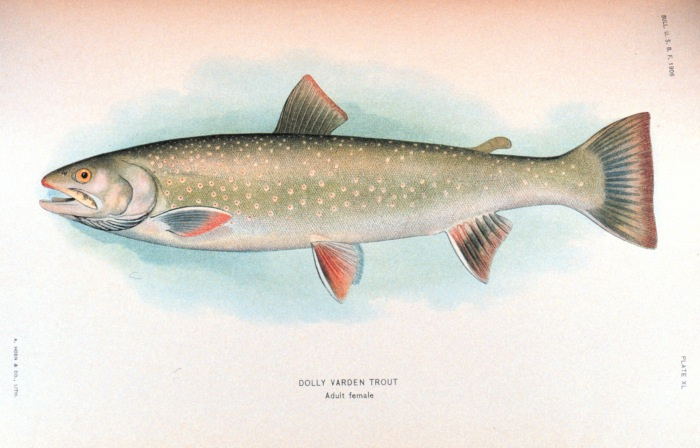
花羔红点鲑，Salvelinus malma

- Salvelinus krogiusae Glubokovksy ， Frolov ， Efremov ， Ribnikova ＆ Katugin ，1993
- Salvelinus kronocius Viktorovsky） ，1978年
- Salvelinus kuznetzovi Taranetz ，1933年
- Salvelinus leucomaenis （帕拉斯，1814年）
  - S. l. leucomaenis （ Pallas ，1814）
  - S. l. imbrius DS Jordan和EA McGregor ，1925年
  - S. l. pluvius （希尔根多夫，1876）
  - S. l. japonicus （= S. japonicus ）大岛，1961年
- Salvelinus neiva Taranetz ，1933年– Neiva
- Salvelinus schmidti Viktorovsky ，1978年
- Salvelinus vasiljevae Safronov和Zvezdov ，2005年– Sakhalinian char

### 北美
大西洋流域

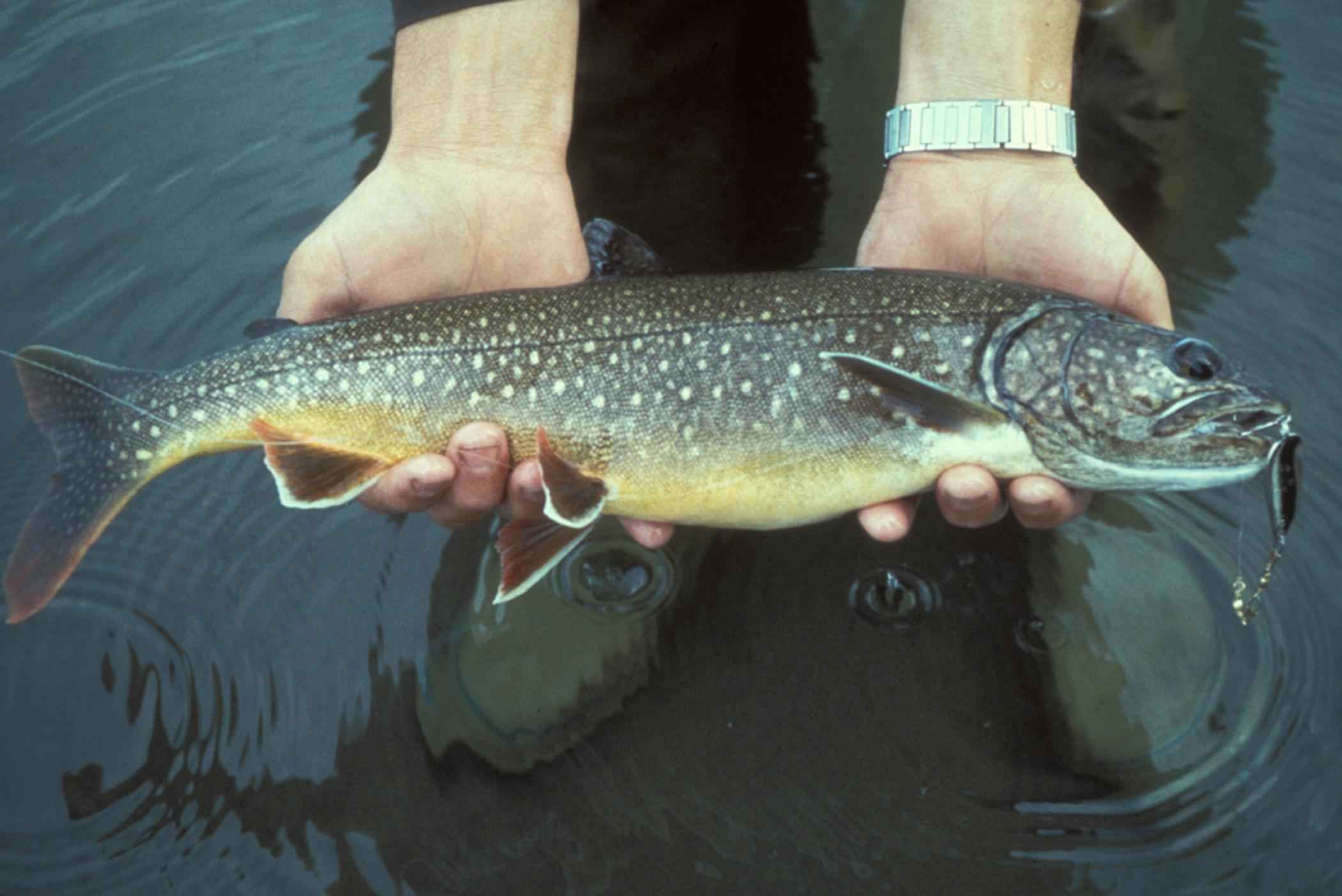
湖红点鲑，Salvelinus namaycush

- † Salvelinus agassizii （加曼，1885年）
- Salvelinus fontinalis （ Mitchill ，1814）
- Salvelinus namaycush （ Walbaum ，1792）

太平洋和北极流域
- Salvelinus confluentus （萨克利，1859年）
- Salvelinus malma （Walbaum，1792）
  - “ Salvelinus anaktuvukensis ”，莫罗（1973） – angayukaksurak char（= S. malma ）